# Prériróka
A prériróka (Vulpes velox) Észak-Amerika füves síkságain, félsivatagaiban élő rókafaj. Közeli rokona a kitrókának, mellyel képes kereszteződni is.

## Külseje
A prériróka bundája a hátán, a farkán és a fejtetőn ezüstös szürke színű, oldalán és lábain sárgásvörös. Torka, mellkasa és hasa fakósárga-fehér; farka vége fekete. Fülei meglehetősen nagyok. Marmagassága 30 cm, testhossza 34–53 cm, farokhossza 22–35 cm, súlya körülbelül 2–3 kg, vagyis nagyjából akkora mint egy házi macska. A hímek és a nőstények hasonló külsejűek, bár a hímek valamivel nagyobbak.
A prériróka közeli rokona a kitróka, amely az USA délnyugati és Mexikó északi részein él; életterük átfedő részein hibridek is előfordulhatnak. Egyes taxonómusok egyazon faj, a Vulpes velox két alfajának tekintik őket, bár a molekuláris genetikai vizsgálatok nem tudtak perdöntő eredménnyel szolgálni.

## Elterjedése
A prériróka Észak-Amerika középső síkságain él Texastól a kanadai Alberta tartományig. A sivatagos területeket és a rövid füvű prériket kedveli, üregeit a nyílt síkságok homokos talajába, domboldalakba vagy kerítések tövébe ássa.

## Viselkedése

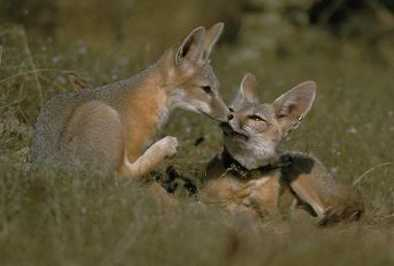
Prériróka-pár

A vadon élő prérirókák általában 3–6 évig élnek, de fogságban elérhetik a 14 éves kort is. Elsősorban éjszakai életmódot folytat, nyáron csak este és éjszaka merészkedik elő az üregéből. Télen a melegebb időszakot kihasználva nappal is aktív lehet. Igen gyorsan fut, sebessége eléri az 50 kilométert óránként. A többi észak-amerikai kutyaféléhez képest többet tartózkodik a 2-4 méternyi hosszú odújában, így védekezve a ragadozók ellen. A prérirókára elsősorban a prérifarkas vadászik, amely gyakran csak megöli, de nem eszi meg áldozatát. Egyéb ragadozói a hiúz, a szirti sas, sőt a kölykeit a borz is megeheti. Populációinak létszámát a csapdázás és mérgezés is csökkenti és az utakon is sokat elgázolnak belőlük.
A többi rókához hasonlóan, a prériróka is mindenevő. A nyulakon, egereken, prérikutyákon,madarakon, gyíkokon és rovarokon kívül eszik gyümölcsöket és füveket is. Nyaranta sok rovart fogyasztanak, főleg bogarakat és sáskákat. Ha lehetősége van rá a dögöt és más ragadozók zsákmányának maradékát is megeszi.

## Szaporodása
A prériróka párzási időszakának kezdete az éghajlattól függ. Az Egyesült Államok déli részén december-februárban párzanak, a kölykök pedig március végén-április elején születnek meg. Kanadában viszont márciusban kezdődik a párzási időszak, a kölykök pedig május közepén jönnek világra. A hímek egyéves korukban, míg a nőstények inkább kétévesen kezdenek szaporodni. Az ivarérett rókák párban élnek, mind a monogámia, mind az évenkénti partnerváltás előfordulhat. A nőstények kb. 50 napig vemhesek és 4-5 utódot kölykeznek.
A rókák akár évente tizenháromszor is új üregbe költözhetnek ha fogytán van a zsákmány, vagy túlságosan elszaporodtak az élősködők a meglevő rókavárban. Néha nála kisebb állatok üregeit tágítja ki, de saját maga is képes újat kiásni. A kölykök körülbelül egy hónapig maradnak az üregben. A vakon született kisrókák szeme 10-15 napos korukban nyílik ki. Másfél hónapos korukban elválasztják őket és őszig maradnak a szüleikkel. A többi kutyafélétől eltérően a prérirókáknál a nőstények vigyáznak a territóriumra és ha ő elpusztul a hímek más területre vándorolnak.

## Védelme
A prériróka populációja a 20. század elején jelentősen lecsökkent a farkasok és a prérifarkasok számát gyéríteni kívánó programok következtében. Kanadában 1938-ban teljesen ki is pusztult, de 1983-ban sikeresen újratelepítették Alberta és Saskatchewan tartományok déli részén. Kanadában 1999 óta szerepel a veszélyeztetett fajok listáján.
A faj létszámának változásai nem ismertek, de ma nagyjából a valamikori életterének 40%-án fordul elő. Az Egyesült Államokban az állami környezetvédelmi szervek a 90-es évek közepén létrehozták a Prériróka Megőrzési Csoportot (Swift Fox Conservation Team) mely a faj megfigyelési és megóvási programjait koordinálja. A prériróka USA-ban nem veszélyeztetett faj.

## Fordítás
- Ez a szócikk részben vagy egészben  a   Swift fox című angol Wikipédia-szócikk ezen változatának fordításán alapul.  Az eredeti cikk szerkesztőit annak laptörténete sorolja fel. Ez a jelzés csupán a megfogalmazás eredetét és a szerzői jogokat jelzi, nem szolgál a cikkben szereplő információk forrásmegjelöléseként.